# Arevalillo de Cega
Arevalillo de Cega é um município da Espanha na província de Segóvia, comunidade autónoma de Castela e Leão, de área 11,49 km² com população de 39 habitantes (2007) e densidade populacional de 3,39 hab./km².

## Demografia
| Variação demográfica do município entre 1991 e 2004 | Variação demográfica do município entre 1991 e 2004 | Variação demográfica do município entre 1991 e 2004 | Variação demográfica do município entre 1991 e 2004 |
| --------------------------------------------------- | --------------------------------------------------- | --------------------------------------------------- | --------------------------------------------------- |
| 1991                                                | 1996                                                | 2001                                                | 2004                                                |
| 41                                                  | 38                                                  | 42                                                  | 42                                                  |